# Храм Великомученика Никиты в Тютчеве
Церковь Никиты Великомученика в Тютчево (Никитская церковь)— полуразрушенный православный храм в селе Тютчево Липецкой области.

## История
Тютчево (ранее — Иншаково) впервые упоминается в начале XVII века. Изначально в селе была построена деревянная церковь. В 1820 году была построена каменная холодная церковь с престолом во имя святого великомученика Никиты.
С 1918 по 1926 год службу в храме вёл будущий епископ Липецкий и священномученик Уар (Шмарин).
Богослужение прекратилось в 1937 году, в годы советской власти храм был частично разрушен, в оставшихся помещениях разместили строительный склад.